# سوا دج كا رع
سوا دج كا رع، (بالإنجليزية: Sewadjkare)‏. هو الملك الحادي عشر في عهد الأسرة الثالثة عشر، في أوائل المرحلة الانتقالية الثانية في مصر.

## حياته
هذا الفرعون معروف ومذكور بفضل تورينو الكنسي. فقد تم حجب هذا قائمة الملوك في وقت مبكر خلال فترة الرعامسة. ومن الوثائق القديمة والمصادر الرئيسية للملوك في الفترة الانتقالية الثانية، فان اسم الفرعون (سوا دج كا رع) يظهر في العمود رقم (7TH) ضمن السلالة الثالثة عشر المصرية.

## حكمه
تولى الحكم في الفترة (1781 ق.م.) أو (1737 ق.م.). وفقاً لعلماء المصريات «كيم ريهولت» و «داريل بيكر». وتوماس شنايدر، وديتليف فرانك ويورغن فون يعتبرونه الملك العاشر في الأسرة الثالثة عشر.